# Remscheider Straße 93

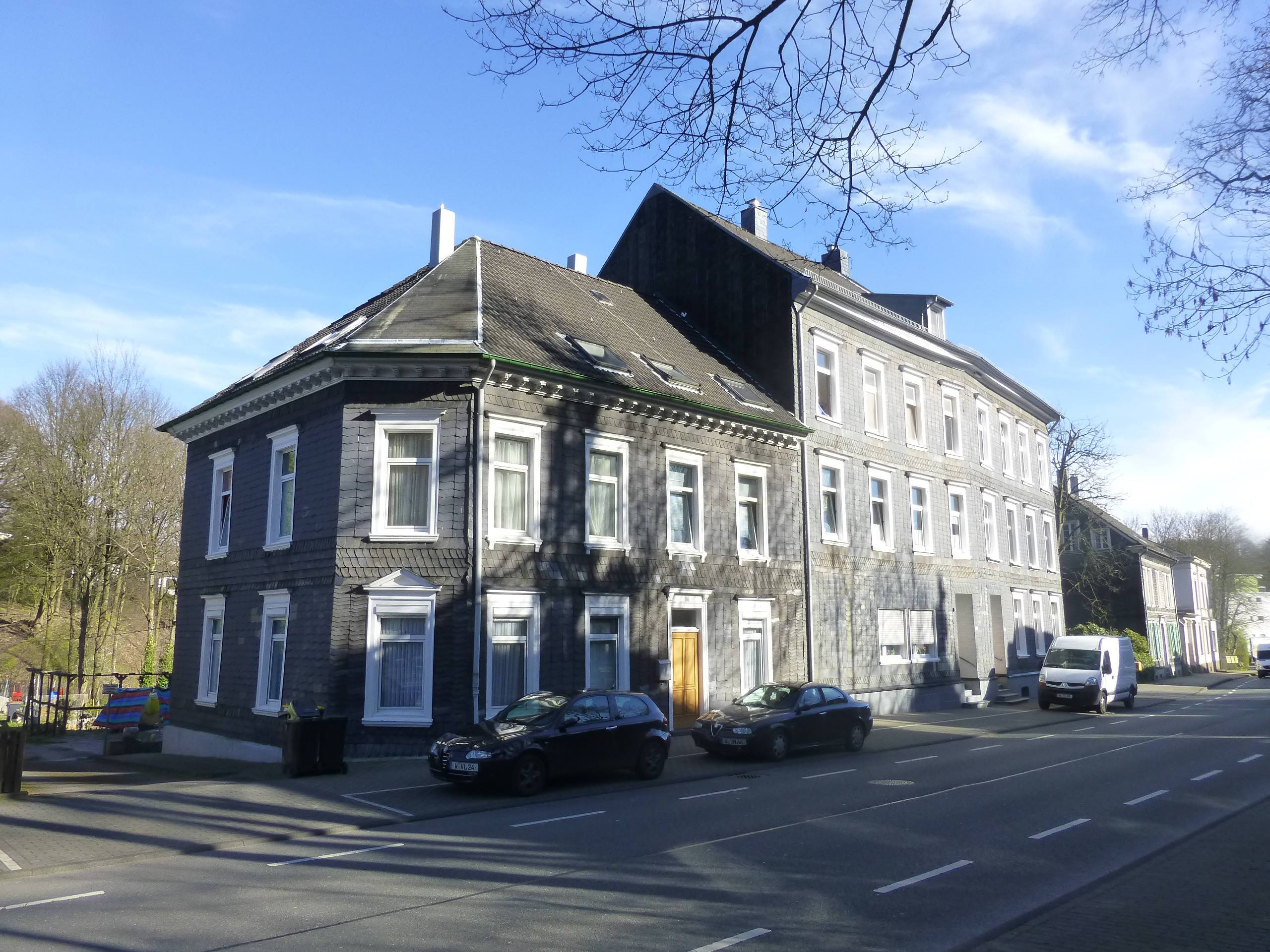
Wuppertal, Haus Remscheider Straße 93 (im Vordergrund)

Das Haus Remscheider Straße 93 ist ein Baudenkmal in der bergischen Großstadt Wuppertal in Nordrhein-Westfalen.

## Lage und Historie
Das Gebäude steht im Ortsteil und Stadtbezirk Ronsdorf (Wohnquartier Schenkstraße) bei der Ortslage Hütte an der Remscheider Straße, der Ausfallstraße, die vom Ortszentrum Ronsdorfs nach Süden entlang des Leyerbachs über Clarenbach Richtung Remscheid führt. Weitere benachbarte Baudenkmale sind unter anderem das unmittelbar angebaute Haus Remscheider Straße 95 sowie die Gebäude 97, 101 und 103 (alle südlich gelegen) und nördlich im Straßenverlauf die Häuser Remscheider Straße 64, 64a, 66, 68 und 69.
Etwa um 1890 wurde das Haus errichtet und ist eines der eher wenigen Gebäude in Ronsdorf und in dieser Straße, die den Luftangriff auf Ronsdorf im Mai 1943 weitestgehend unbeschadet überstanden haben.

## Beschreibung und heutige Nutzung

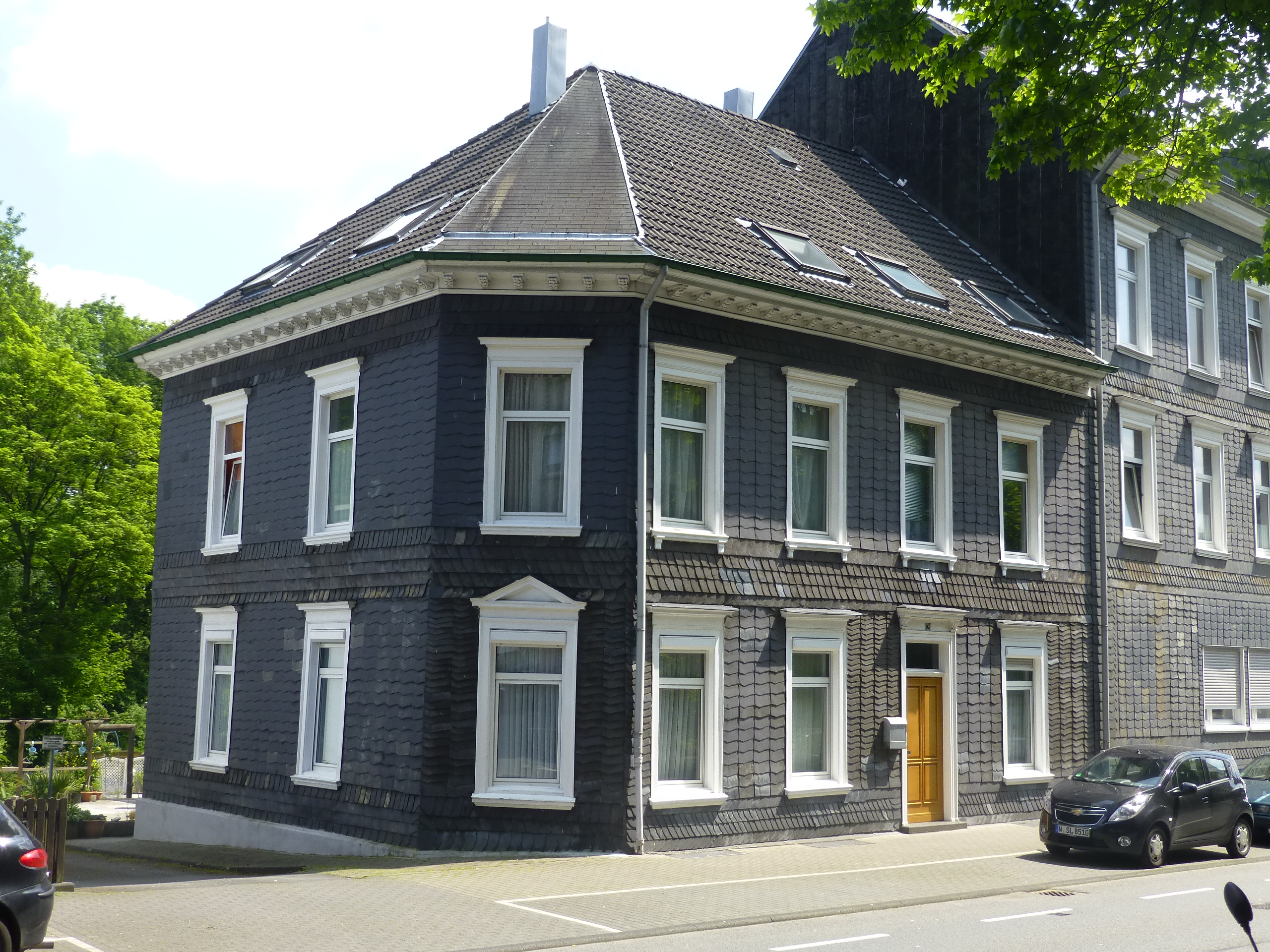
Wuppertal, Remscheider Straße 93, 2014

Das Wohnhaus wurde in Fachwerkbauweise auf einem steinernen Kellergeschoss errichtet und ist an den Fassaden gänzlich verschiefert. Es besitzt zwei Vollgeschosse und ein ausgebautes Dachgeschoss. Der Grundriss weist eine polygonale Form auf. Zur Straßenseite ist das Gebäude traufständig ausgerichtet und besitzt zu dieser Seite hin vier Fensterachsen und einen praktisch ebenerdigen Zugang im Erdgeschoss. An der nordwestlichen Ecke ist es mit einer Fensterachse jeweils im Winkel von etwa 45°Grad zur Straßenfront und der nördlichen Hausseite hin abgeschrägt. Der rückseitig zum Hof hin ausgerichtete Anbau über zwei Etagen beherbergt Teile des Treppenhauses und die ehemals üblichen Toiletten auf halber Etage. Da der Bau südlich an das benachbarte Wohnhaus angebaut wurde, bildet das Hausdach eine Kombination aus Satteldach und teilweise abgewinkelten Walmdach. Es besitzt keine Dachgauben, sondern lediglich (überwiegend nachträglich eingebaute) Dachflächenfenster.
Die Fassade des Baudenkmals besitzt noch heute mehrere Zierelemente. So weist die Einfassung der Haustür und der meisten Fassadenfenster Profilierungen und Sturzgesimse auf, das Erdgeschossfenster an Schrägseite besitzt eine Überdachung in Form eines Dreiecksgiebels. Den Übergang der Fassade zur Dachtraufe bildet ein hölzernes Kranzgesims auf Zierkonsolen.
Das Haus befindet sich in privatem Eigentum und wird durchgehend bis heute ausschließlich zu Wohnzwecken genutzt.

## Denkmalschutz
Das gesamte Gebäude wurde am 22. September 1994 unter der Nummer 3537 in die Denkmalliste der Stadt Wuppertal eingetragen.